# Roussel R-30
Il Roussel R.30 fu un cacciabombardiere monomotore, monoposto e monoplano ad ala bassa, sviluppato privatamente da M. Roussel sul finire degli anni trenta del XX secolo e rimasto allo stadio di prototipo.

## Storia del progetto
L'aereo fu disegnato e costruito su iniziativa privata di M. Roussel, fratello del progettista del caccia Bloch MB 150, che voleva realizzare un velivolo di economica e facile costruzione ispirandosi ai caccia leggeri costruiti dalla ditta Société des avions Caudron. La realizzazione del prototipo incominciò a Courbevoie nell’autunno del 1938, e terminò in circa sei mesi. Trasferito sulla base dell’Armée de l'air di Étampes il velivolo volò per la prima volta nell’aprile del 1939, e dopo aver effettuato alcuni voli di prova fu sottoposto a lavori di miglioramento che comportarono l'adozione di modifiche all'equilibratura dei timoni e al sistema di bloccaggio del pattino di coda.

## Descrizione tecnica
Cacciabombardiere monoplano ad ala bassa di costruzione interamente metallica. L’ala aveva alettoni e flap sul bordo d’attacco alare rivestiti di tela, e flap a fessura rivestiti in metallo nella sezione centrale.
Il carrello d'atterraggio era triciclo posteriore retrattile, con le gambe posizionate nella metà delle semiali, rientranti per rotazione verso l’interno. Il pattino di coda era fisso. Monoposto ad abitacolo chiuso, riscaldato, e dotato di radio ricetrasmittente.
Il propulsore radiale Gnome & Rhône 14M-7  a 14 cilindri a doppia stella, raffreddato ad aria, erogante la potenza di 680 CV (510 kW, ed azionante un'elica tripala a passo variabile in volo, dotata di ogiva.  La capacità carburante dei serbatoi era pari a 400 litri.
L'armamento si basava su due cannoni Oerlikon A.S. o Hispano-Suiza HS.404 da 20 mm sistemati nell'ala, all'esterno dei punti di attacco del carrello, e una bomba da 250 kg.

## Impiego operativo
Dopo trenta ore di volo l’aereo venne mandato presso il Centre d'Essais de Matériels Aériens (CEMA) di Villacoublay per effettuare le valutazioni operative. Dopo l’adozione di un serbatoio da 100 litri, che fu posizionato dietro il posto di pilotaggio, il prototipo fu armato provvisoriamente con due cannoni Oerlikon A.S. da 20 mm, al posto dei pari calibro Hispano-Suiza HS.404 inizialmente previsti, e al centro della fusoliera ricevette i ganci d’attacco per una bomba da 250 kg. Le prove furono coronate da successo, e il velivolo ricevette un più potente propulsore Gnome & Rhône 14M da 800 hp e l’armamento definitivo,  ma oramai era iniziata la grande offensiva tedesca ad ovest.  Con l'avvicinarsi delle truppe tedesche a Parigi il prototipo fu smantellato e quindi trasportato a Bordeaux dove andò perso a causa di un incendio che distrusse il magazzino dove era conservato.

### Annotazioni
1. ↑  Come base per il nuovo cacciabombardiere Roussel prese ad ispirazione il Bloch MB 151C1.
2. ↑  L'impianto radio non fu mai installato.
3. ↑  A causa dell'errato disegno interno della presa d'aria del propulsore, il motore Gnome & Rhône 14M-7 erogava la massima potenza ad un'altitudine di 900 m superiore a quella preventivata dal costruttore.
4. ↑  I serbatoi principali del carburante erano sistemati nell’ala, tra il longherone principale e quello secondario. Quello di riserva in fusoliera, dietro il posto di pilotaggio.

### Fonti
1. 1 2 3 4 5 6 7 8 9 10 11 12 13 14  Green 1974, p. 82.
2. 1 2 3 4  Уголок неба.
3. 1 2 3  Green 1974, p. 84.